# Minucia brunnea
Minucia brunnea là một loài bướm đêm trong họ Erebidae.